# 伊藤伸平
伊藤 伸平（いとう しんぺい、1960年6月17日 - ）は日本の漫画家。埼玉県出身。代表作に『東京爆発娘』『モルダイバー』『楽勝!ハイパードール』など。
作風は特撮、アイドル、軍事、SF等のオタク的知識に裏打ちされるギャグと、銃器を主に登場させ、爆発を多用するハードなアクションを特徴とする。

## 概要
1984年、『少年サンデー増刊号』でデビュー。
『東京爆発娘』のサブキャラクターである「小暮静江」が『楽勝!ハイパードール』に出てくるなどのいわゆるスター・システム的展開を意識したキャラクターの使い方をする事がある。
なお、2004年に公開された映画『キューティーハニー』では、オリジナル脚本となるはずだった漫画を執筆（のちにこの漫画はプレゼン用プロット漫画としてBOXに収録）、映画にもワンシーンだがカメオ出演している。また、『キューティーハニー』と同じ庵野秀明監督作『シン・ゴジラ』にもカメオ出演した。
妻は漫画家のおだぎみを。伊藤伸平はふたりの子供を主人公にした漫画「子はカスガイの甘納豆」を『月刊COMICリュウ』にて不定期連載していた。現在はおだぎみをが、同作のスピンオフ同人誌を毎年夏、冬発行中。

## 作品リスト
- アイドルそんなこんな劇場（「Boo」（日本文芸社）連載）
- アップルシンデレラ
- 東京爆発娘（第30回星雲賞候補作）
- モルダイバー（原案：北爪宏幸）
- 楽勝!ハイパードール
- ネメシスの剣（原作：和田慎二）
- エンジェル・アタック
- エンゼル・ハート
- はるかリフレイン - 1997-1998 - （第30回星雲賞候補作）
- 少女探偵 - 「あやめにお手上げ!」全4話と、短編「天使のボディガード」「KITTY SQUAD 猫よりカワイイっ♡」「ファイアー・ガール」の3本を収録。
- 素敵なラブリーボーイ
- 永遠のグレイス（原作：川崎郷太）
- LIOBRAVO!（2000年4月、ヤングキングアワーズ増刊「アワーズ2001」掲載）
- キューティーハニー a GO GO!（原作：永井豪・企画協力：庵野秀明）
- 子はカスガイの甘納豆
- バンザイ☆アタック!!（「アニメージュ」連載）
- 大正野球娘。（原作：神楽坂淳）
- 五郎八航空（原作：筒井康隆）（「筒井漫画涜本」（実業之日本社）収録）（和田誠監督のオムニバス映画「怖がる人々」（1994年）の第5話で映像化された）
- ルパン三世 / ケータイ刑事銭形幸一（「ルパン三世officialマガジン」Vol.17掲載）
- 徳川慶喜 （「週刊新マンガ日本史」41号 朝日新聞出版）
- 平家物語上巻 （「マンガ日本史book」朝日新聞出版）
- 坂本龍馬 （「週刊マンガ世界の偉人」4号 朝日新聞出版）
- まりかセヴン（「漫画アクション」→「web漫画アクション堂」連載）（第47回星雲賞候補作）
- キリカC.A.T.s　→　電子書籍で分冊連載。全3巻。
- 地球侵略少女アスカ（「月刊アクション」）

### 挿絵
- ファミコン冒険ゲームブック ドラゴンクエスト
- ファミコン冒険ゲームブック ドラゴンクエストII
- ファミコン冒険ゲームブック トキメキハイスクール 恋の学園祭大作戦
- ルパン三世 黒い薔薇のノスフェラトゥ
- ゲームブック ドラゴンクエストIV
- ゲームブック ゼルダの伝説—神々のトライフォース
- 小説 ゼルダの伝説 黒き影の伯爵

### 映画
- キューティーハニー（2004年）企画協力

### 他
- 「デラべっぴん」1996年8月号のエヴァンゲリオン特集にコメントを寄稿。

## アシスタント
- 西川魯介